# یونی پاخار (داغستان)
یونی پاخار (به لاتین: Yuny Pakhar) یک منطقهٔ مسکونی در روسیه است که در داغستان واقع شده‌است.